# Sulejman II.
Sulejman II. (osmanskoturško سليمان ثانى, latinizirano: Süleymān-i sānī) je bil od leta 1687 do 1691 sultan Osmanskega cesarstva, * 15. april 1642, Istanbul, Osmansko cesarstvo, †  22. junij 1691, Edirne, Osmansko cesarstvo.
Po prihodu na prestol v oboroženem uporu sta Sulejman in njegov veliki vezir Fazıl Mustafa Paša uspela obrniti tok vojne s Sveto ligo. Leta 1690 sta ponovno osvojila Beograd in uvedla pomembne davčne in vojaške reforme.

## Mladost
Suljenman II. je bil sin sultana Ibrahima I. in Srbkinje Aşub Sultan s pravim imenom Katarina. Bil je samo tri mesece mlajši od polbrata Mehmeda IV. Po očetovi odstavitvi in usmrtitvi leta 1648 je prestol zasedel brat Mehmed. Leta 1651 so ga zaprli v kafes, svojevrsten razkošen zapor za prince v palači Topkapi, zasnovan tako, da se iz njega ni dalo organizirati upora.  V kafesu je ostal 36 let do prevzema prestola leta 1687.
Leta 1656 so ga Šejhulislam Hodžazade Mesud Efendi in drugi vezirji poskušali ubiti, vendar jim to ni uspelo. Nekateri so bili zato kaznovani, nekateri pa usmrčeni.  

## Vladanje
Po odstavitvi in usmrtitvi Mehmeda IV. je bil 8. novembra 1687 za novega sultana proglašen Sulejman II. Četudi je na prestol prišel z državnim udarom, je uspel ponovno osvojiti del svojega cesarstva in izpeljati notranje reforme za stabiliziranje države. 
Z velikimi napori mu je uspelo urediti svojo razpuščeno vojsko, ki se je iz Ogrske vračala v Konstantinopel. Osmani so leta 1687 doživeli dva velika poraza, prvega na Ogrskem in drugega v Dalmaciji. Izgubili so mesta Beograd, Smederevo in Herceg Novi in leta 1689  Niš. Sultan se je moral razen na Balkanu boriti tudi proti nasprotnikom v lastnih vrstah.
Vezir Mustafa-paša je reorganiziral vojsko in s pomočjo tatarske vojske ponovno osvojil Beograd, Niš in Smederevo. Osmanska vojska je bila uspešna tudi v Transilvaniji in Albaniji. Mustafa-paša je leta 1691 padel v bitki pri Slankamnu, v kateri je doživel težak poraz.

## Smrt
Sulejman II. je umrl julija 1691 v Edirnu. Pokopan je v grobnici Sulejmana I. Veličastnega ob mošeji Sulejmanija v Istanbulu. V svoji komaj štiri leta trajajoči vladavini, eni najkrajših v osmanski zgodovini, ni mogel narediti prav veliko. Nasledil ga je brat Ahmed II.

## Zapuščina
Izvedel je notranje reforme in osvojil nekaj ozemlja, izgubljenega v prejšnjih vojnah. Reforme niso postile trajnih sledov v Osmanskem cesarstvu. Njegova vladavina je bila nekakšno vmesno obdobje med vladavinama Mehmeda IV. in Ahmeda II. in obdobje prilagajanja prebivalstva na spremenjena razmerja moči, vzpostavljena med vladanjem Mehmeda IV.